# هيذر هارت
هيذر هارت (بالإنجليزية: Heather Hart)‏ هي فنانة أمريكية، ولدت في 3 مايو 1975 في سياتل في الولايات المتحدة.

## وصلات خارجية
- الموقع الرسمي